# Protandrena trilobata
Protandrena trilobata är en biart som beskrevs av Timberlake 1976. Protandrena trilobata ingår i släktet Protandrena och familjen grävbin. Inga underarter finns listade i Catalogue of Life.